# Kronensicherung

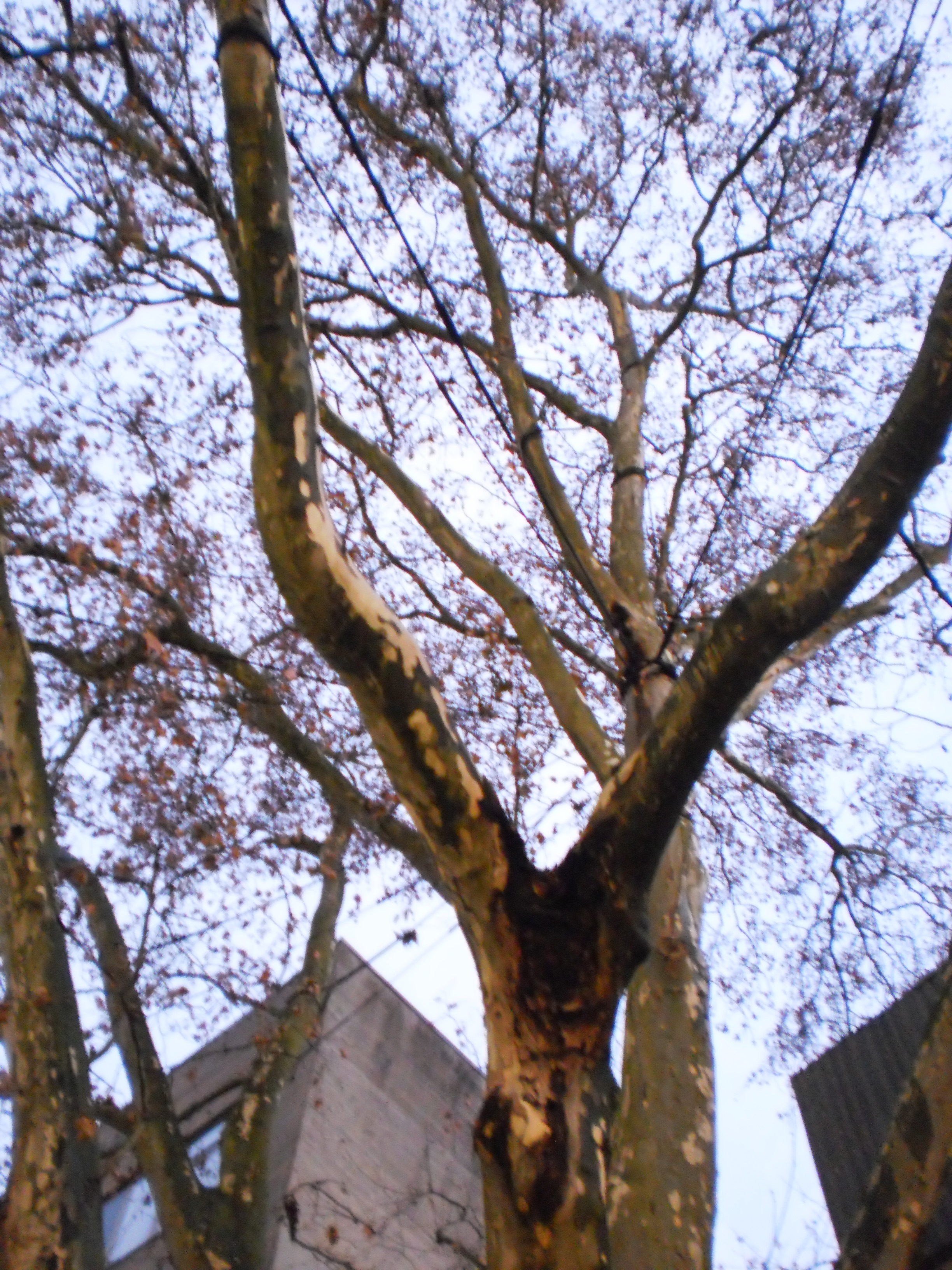
Seile an von Pilz befallener Platane an viel befahrener Straße

Der Begriff Kronensicherung findet im Bereich der Baumpflege Verwendung und beschreibt eine Maßnahme zur Sicherung von Baumkronen oder von einzelnen Ästen nebst Stark-Ästen, wobei darauf Rücksicht genommen wird, die natürliche Form des Baumes (den Habitus) mit möglichst wenigem Rückschnitt zu bewahren. Verwendete man früher ausschließlich Stahlseile, die mit Gewindestangen fest im Holz verankert waren, werden heute vorwiegend Kunstfaserseile verwendet, die um die Äste geführt werden und so eine Verletzung des Baumes vermeiden.
Kronensicherungen werden durchgeführt, um etwaige Schadstellen an Bäumen zu sichern und um allgemeine Verkehrssicherheit auf hochbefahrenen Straßen nahe bruchgefährdeten Bäumen zu gewährleisten. Des Weiteren werden Kronen von alten Bäumen, teils Naturdenkmäler, erhalten und stabilisiert. Zudem lassen sich Entlastungen innerhalb des Stammbereichs oder Starkastbereichs erzielen, damit Unfallgefahren vorgebeugt ist und Verletzungsrisiken für Mensch und Tier gemindert sind.

## Kronensicherungssysteme
Kronensicherungen müssen die Windlasten aufnehmen, die ein Ast möglicherweise aufgrund einer Schädigung nicht mehr aufnehmen kann. Strittig ist, ob Kronensicherungssysteme derart dimensioniert sein müssen, dass sie auch ausbrechende Äste auffangen können. Sie unterscheiden sich wie folgt:
Dynamische Kronensicherung
hier werden einzelne Äste oder Zwiesel der Baumkrone durch elastische Seile bzw. durch Gurte miteinander verbunden, um ein Ausreißen gefährdeter Äste zu verhindern oder um die Standfestigkeit eines Baumes zu erhalten.
Statische Kronensicherung
Sie wird durchgeführt, um Gefahren einzudämmen, die etwa von bereits eingerissenen Zwieseln ausgehen, und um die Schadstelle dauerhaft stabil zu sichern. Die Hauptaufgabe besteht darin, Bewegungen des Baumes, die den Schaden vergrößern bzw. Unfallgefahren hervorrufen, so gering wie möglich zu halten.

## Durchführung
Die Anbringung einer Kronensicherung geschieht durch Verseilung oder Verschraubung im Kronenbereich mittels Gurten, Seilen oder – bei besonders hohem Risiko und guter Aussicht auf bestmögliche Überwallung – Schraubstangen, die zwei und mehr Seiten einer Bruchstelle oder überlastete Äste dauerhaft verbinden und absichern. Hierbei werden Baumpfleger eingesetzt, die entweder durch Seilklettertechnik oder mithilfe einer Hubarbeitsbühne in den Kronenbereich vordringen und dort die notwendigen Arbeiten zur Baumsicherung durchführen.
Die Verseilungstechnik, sowohl dynamisch als auch statisch, sieht regelmäßige Kontrollen vor, die je nach Umweltfaktoren, wie Alter und Zustand des Baumes nebst Witterung, in einem Zeitraum zwischen ein bis drei Jahren durchgeführt werden sollten.